# Pays de Cap-Pelé
Le pays de Cap-Pelé est un pays ou une région naturelle du sud-est de la province canadienne du Nouveau-Brunswick.

## Géographie

### Situation et limites
Gédaïque forme grossièrement un rectangle au nord-est du comté de Westmorland. Le pays de Cap-Pelé est limitrophe de Gédaïque à l'ouest, du Cap-Tourmentin à l'est et du bois de l'Aboujagane au sud.